# Cyclodius
Genre
Cyclodius est un genre de crabes de la famille des Xanthidae. 

## Liste d'espèces
Selon World Register of Marine Species (12 janvier 2017) :
- Cyclodius drachi (Guinot, 1964)
- Cyclodius granulatus (Targioni-Tozzetti, 1877)
- Cyclodius granulosus de Man, 1888
- Cyclodius nitidus (Dana, 1852)
- Cyclodius obscurus (Hombron & Jacquinot, 1846)
- Cyclodius paumotensis (Rathbun, 1907)
- Cyclodius perlatus (Nobili, 1905)
- Cyclodius ungulatus (H. Milne Edwards, 1834)

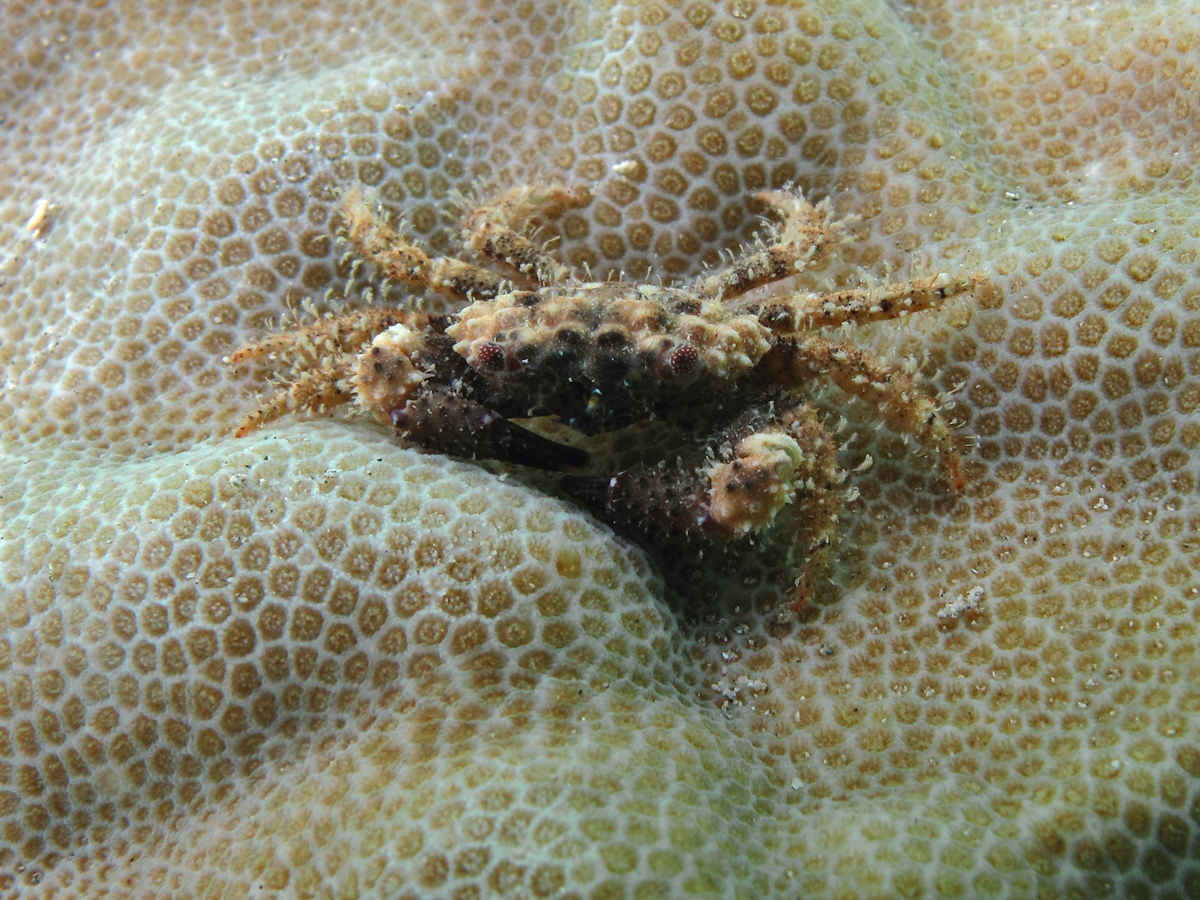
Cyclodius ungulatus